# 魔幻迷宮
《魔幻迷宮》（英語：Labyrinth）是一套1986年的英美音樂冒險奇幻片，由吉姆·亨森執導，大卫·鲍伊及珍妮佛·康納莉主演。電影描述一名少女在弟弟被地精王擄走後，到一個迷宮嘗試尋回弟弟的經過。

## 演員表
- 大卫·鲍伊 飾 地精王Jareth，他聽從Sarah的願望，把她弟弟帶到迷宮裏。
- 珍妮佛·康納莉 飾 Sarah Williams，一名15歲的少女
- Toby Froud 飾 Toby Williams，Sarah同父異母的嬰兒弟弟
- 克里斯托夫·麦尔科姆 飾 Robert，Sarah的爸爸
- Shelley Thompson 飾 Irene，Sarah的後母
- 傑克·普威斯 飾 Goblin Corps

## 外部連結
- Labyrinth at LucasFilm.com
- 互联网电影数据库（IMDb）上《Labyrinth》的资料（英文）
- Box Office Mojo上《Labyrinth》的資料（英文）
- 爛番茄上《Labyrinth》的資料（英文）
- Metacritic上《Labyrinth》的資料（英文）